# 1979 YN
1979 YN är en asteroid i huvudbältet som upptäcktes den 23 december 1979 av den belgiske astronomen Henri Debehogne och den brasilianske astronomen Edgar Rangel Netto vid La Silla-observatoriet.
Den tillhör asteroidgruppen Eos.